# اگونیارد
اگونیارد (به سوئدی: Agunnaryd) یک سکونتگاه مسکونی در سوئد است که در Ljungby Municipality واقع شده‌است.

## خصوصیات
اگونیارد ۰٫۴۰ کیلومترمربع مساحت و ۲۲۰ نفر جمعیت دارد.